# Памятник Рудольфу Нуриеву (Казань)
Памятник Рудольфу Нуриеву в Казани — первый в России памятник знаменитому советскому, британскому и французскому артисту балета татарского происхождения, ставшему в 1961 году «невозвращенцем» в СССР. По приглашению директора Татарского театра оперы и балета имени Мусы Джалиля Рауфаля Мухаметзянова Рудольф Нуриев дважды посетил Казань — в марте и мае 1992 года. Во время одного из этих визитов он дал согласие на присвоение своего имени Международному фестивалю классического балета, который с 1987 года ежегодно проводится на сцене вышеуказанного театра. Памятник Рудольфу Нуриеву был открыт 7 ноября 2018 года, его автором является скульптор Зураб Церетели.

## Территориальное расположение
Памятник Рудольфу Нуриеву находится на улице Дзержинского, в небольшом сквере, расположенном с тыльной стороны здания Татарского театра оперы и балета имени Мусы Джалиля. Скульптура установлена перед фонтаном и лицевой стороной обращена к театру. Это третий памятник, расположенный в окружении данного театра (первые два памятника — Александру Пушкину и Габдулле Тукаю, установлены в 1956 году и находятся экседрах боковых фасадов здания). 

## Описание

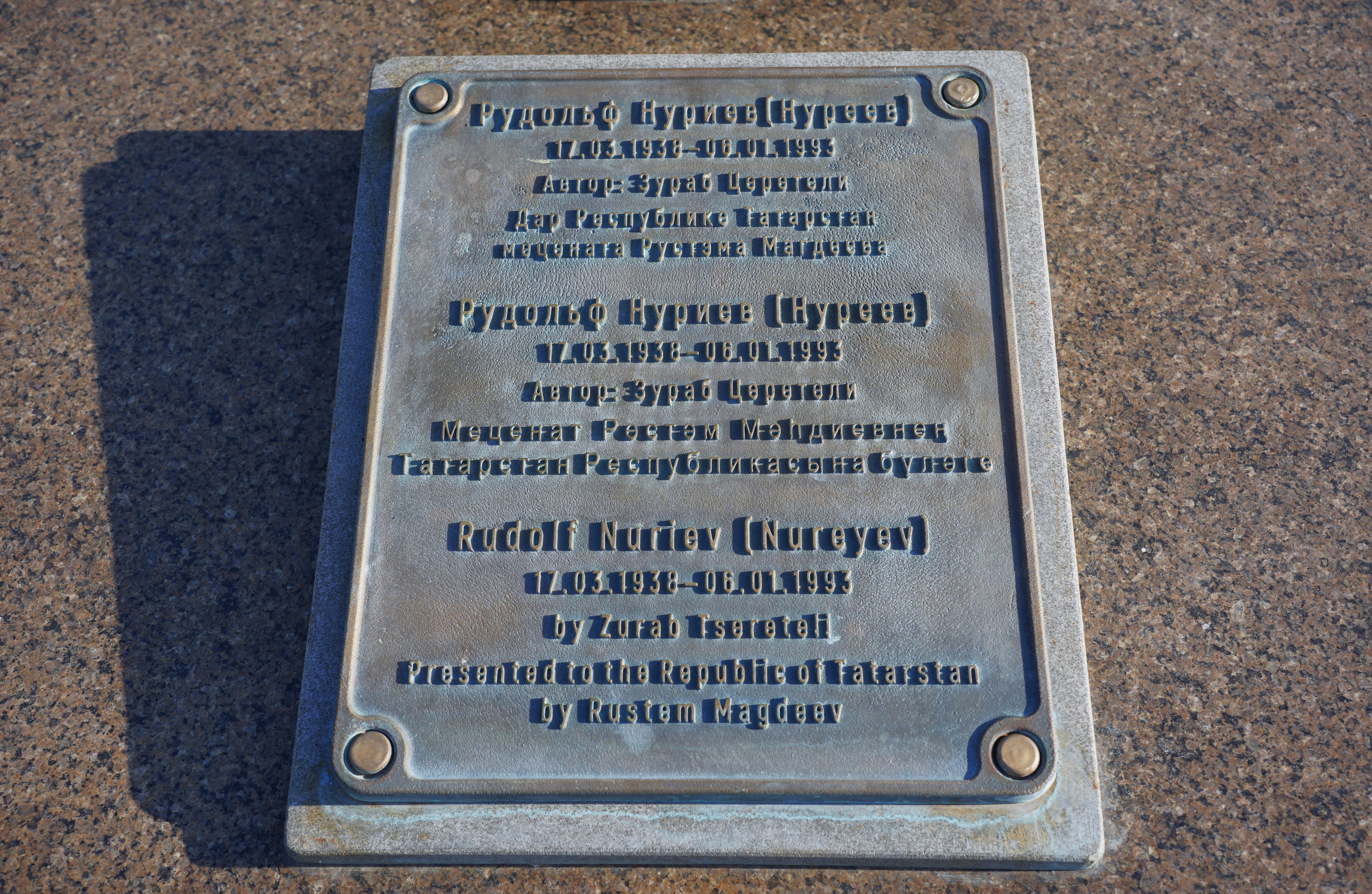
Табличка с информацией о памятнике Рудольфу Нуриеву

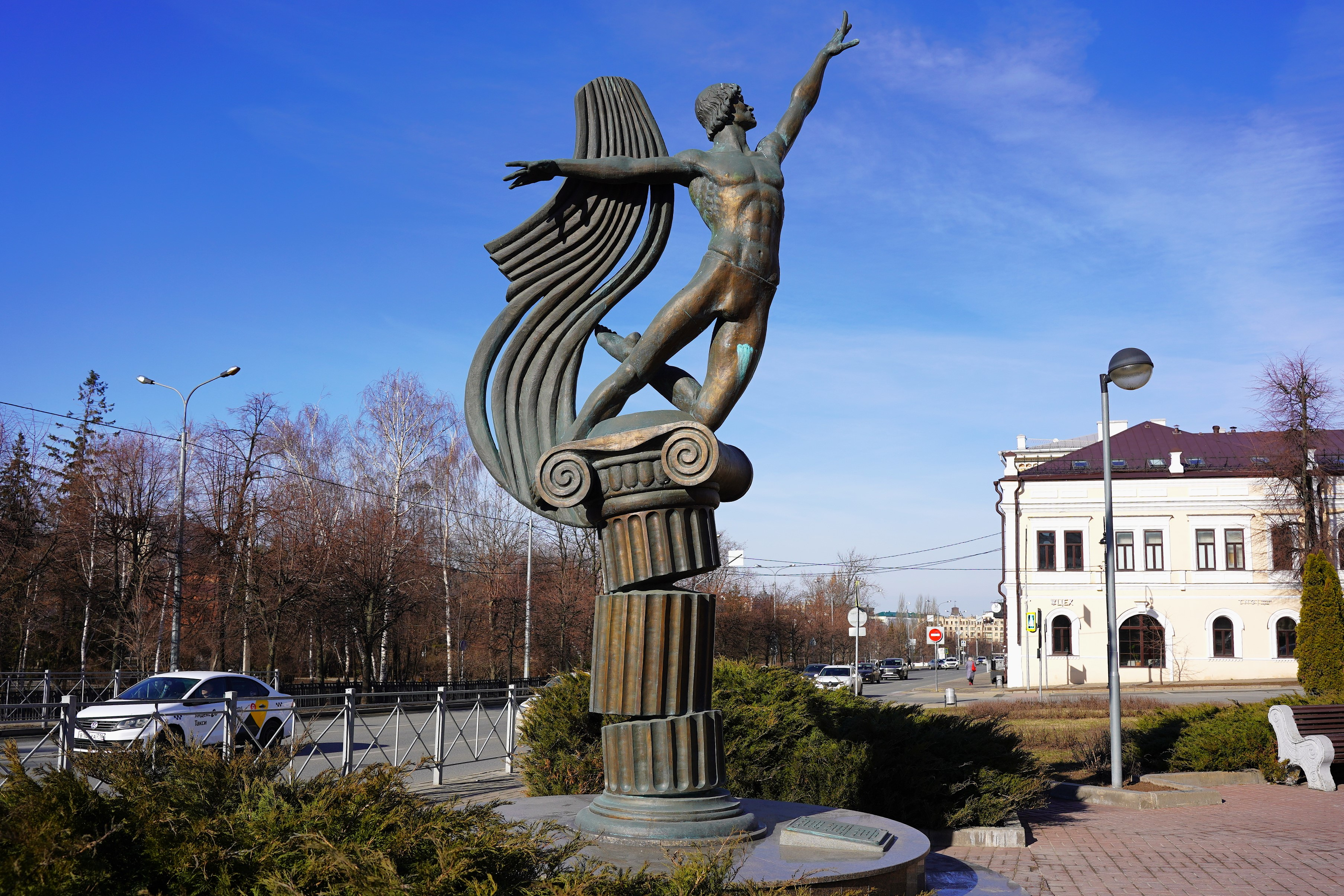
Памятник Рудольфу Нуриеву: вид с восточной стороны

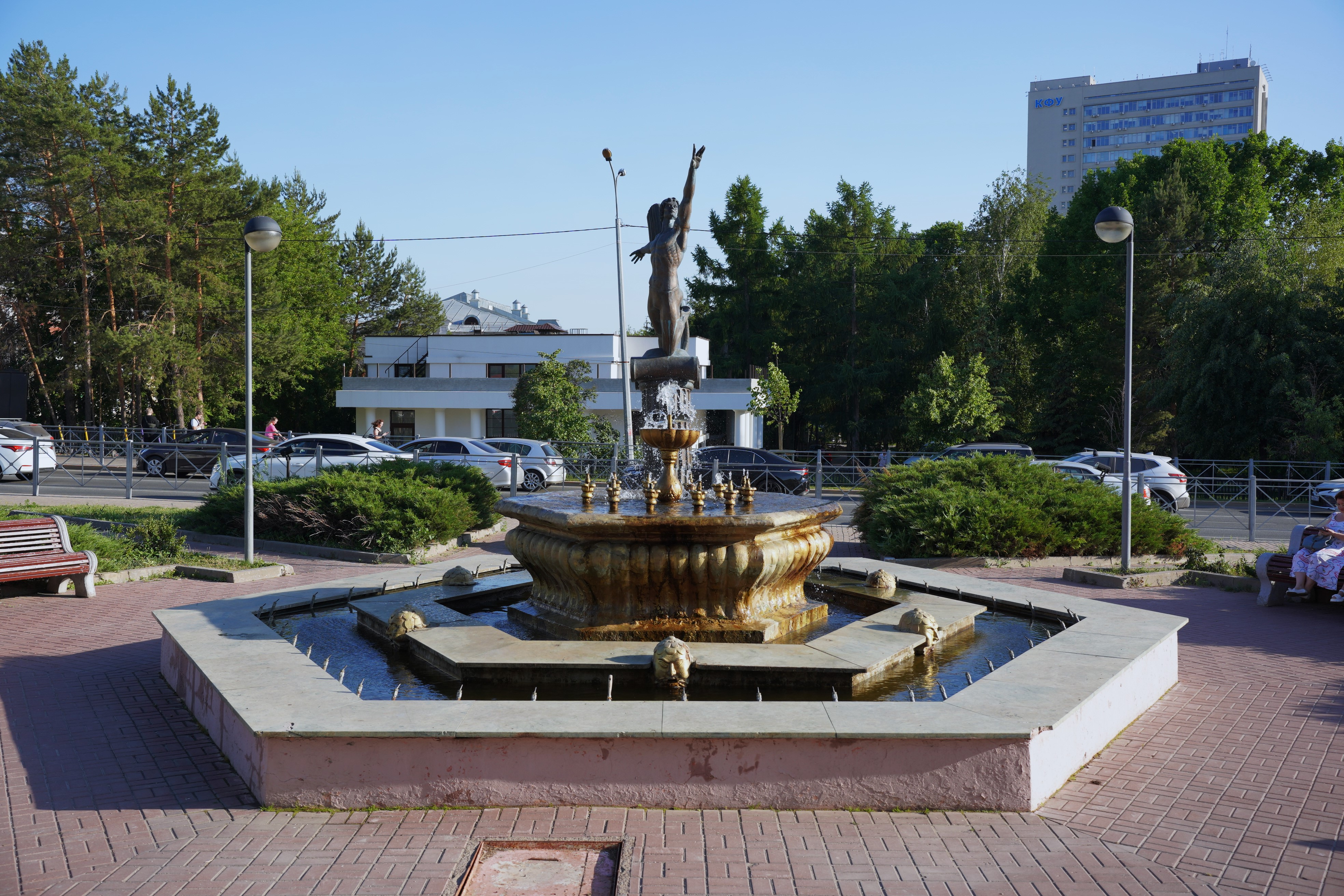
Вид на памятник Рудольфу Нуриеву со стороны Татарского театра оперы и балета имени Мусы Джалиля

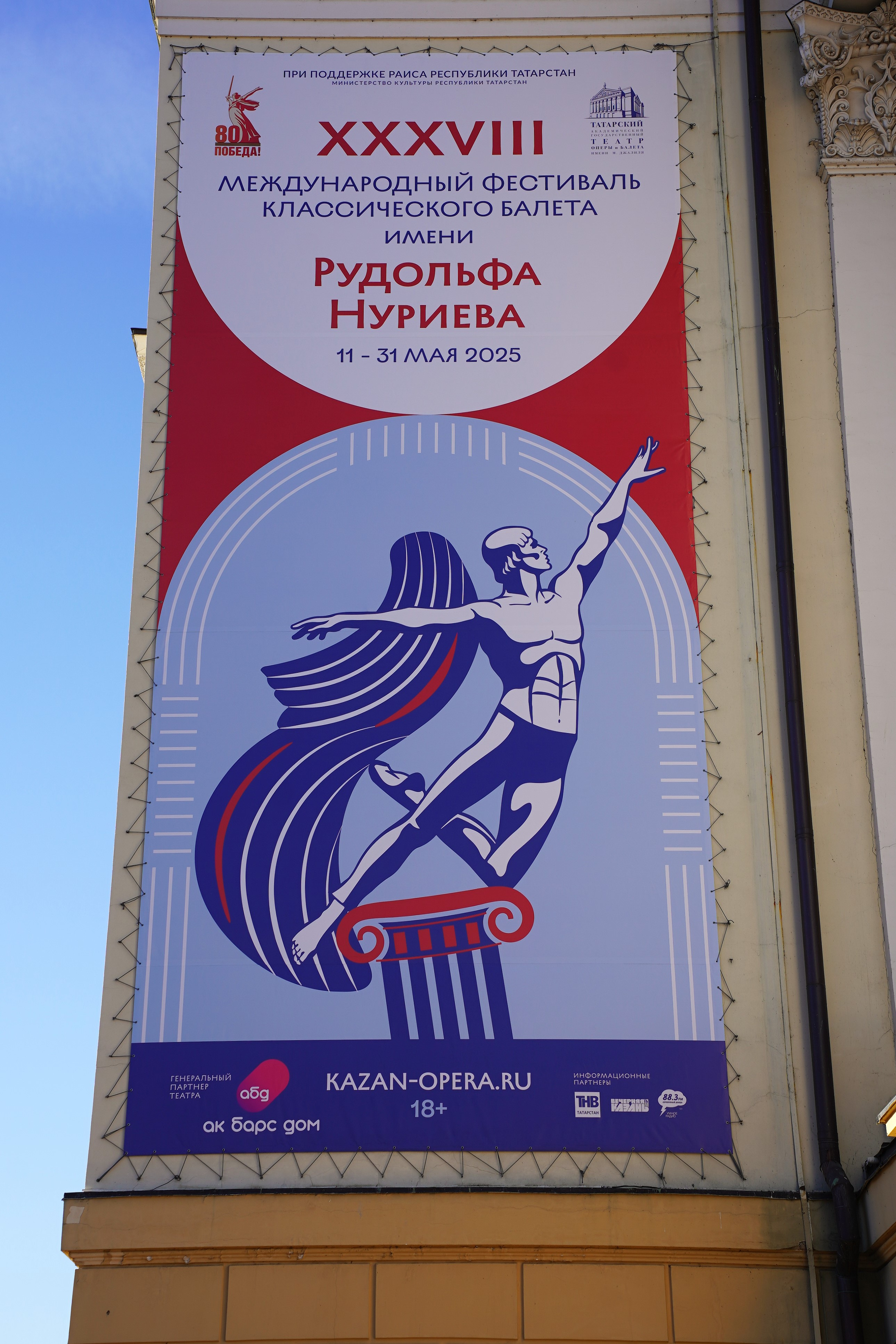
Образ памятника на рекламном панно, посвящённом XXXVIII Международному фестивалю классического балета имени Рудольфа Нуриева

Памятник Рудольфу Нуриеву выглядит довольно изящно, несмотря на то что его автором является Зураб Церетели, получивший широкую известность прежде всего как исполнитель ряда гигантских и в чём-то гротескных скульптур, среди которых памятник Петру I в Москве. 
Согласно одному из описаний скульптуры, знаменитый танцовщик изображён «парящим над воображаемой сценой в грациозном танце с широко раскинутыми руками». Считается, что такой образ выбран скульптором неслучайно, так как Рудольф Нуриев был известен способностью совершать на сцене высокие прыжки, напоминавшие полёт. Позже, в постсоветские годы знаменитого танцовщика, ушедшего к тому времени в мир иной, стали называть летающим татарином. И это же название закрепилось за памятником как неофициальное. 
Зураб Церетели изобразил фигуру Рудольфа Нуриева на пьедестале, выполненном в виде ломающейся классической колонны ионического ордера. Согласно одной из трактовок, колонна символизирует классический балет, доминировавший в СССР, а Рудольф Нуриев, возвышаясь над ней, демонстрирует переход к современным формам танца. И одновременно такой образ также трактуется как прыжок танцовщика «к свободе» (отсыл к переломному этапу в жизни Рудольфа Нуриева, когда он в 1961 году во время гастролей Кировского театра во Франции принял решение остаться на Западе и не возвращаться в СССР). Занавес за его спиной складывается в абстрактные крылья.
Бронзовая скульптура танцовщика и бронзовый пьедестал в виде ломающейся колонны составляют единой целое (общая высота — 5 м), которое опирается на приземистое круглое ступенчатое двухъярусное основание, сделанное из бетона и облицованное гранитом. На верхнем ярусе основания закреплена бронзовая табличка с информацией о памятнике на русском, татарском и английском языках: «Рудольф Нуриев (Нуреев). 17.03.1938 — 08.01.1993. Автор: Зураб Церетели. Дар Республике Татарстан мецената Рустэма Магдеева».

## История
Идея установить памятник Рудольфу Нуриеву в Казани появилась в 2012 году; тогда министерством культуры Татарстана рассматривалось несколько проектов, но окончательного решения по ним принято не было.
В 2014 году вопрос об установке памятника Рудольфу Нуриеву был поднят в Уфе — городе, в котором он вырос и сделал первые шаги в балете. Это произошло во время персональной выставки Зураба Церетели, в ходе которой знаменитый художник и скульптор изъявил готовность подарить столице Башкортостана одну из своих скульптур танцовщика: «В частности, готова скульптура высотой пять метров — эту скульптуру я готов передать Уфе совершенно безвозмездно, — подчеркнул мастер» (вероятно, речь шла именно о той скульптуре, которая в 2018 году была установлена в Казани). Властям Уфы необходимо было изыскать 30—40 млн рублей, чтобы оплатить транспортировку и установку скульптуры, но было заявлено, что таких денег в бюджете нет. К тому же среди представителей городских властей имело место отрицательное отношение к идее появления памятника Рудольфу Нуриеву в Уфе, в том числе по причине его гомосексуальной ориентации. В 2017 году вопрос о памятнике был поднят вновь, но также не получил поддержки. 
В 2018 году на фоне 80-летия Рудольфа Нуриева об идее установить ему памятник вспомнили в Казани. На этот раз данный вопрос обрёл практическое решение. Властями Татарстана была достигнута соответствующая договорённость с Зурабом Церетели, но расходы по транспортировке пятиметровой скульптуры оплатил меценат (как позже стало известно, им оказался казанский предприниматель Рустэм Магдеев). 
В середине октября 2018 года скульптура была установлена, а 7 ноября этого же года памятник Рудольфу Нуриеву был торжественно открыт. На мероприятии присутствовали президента Татарстана Рустам Минниханов, а также автор скульптурного творения Зураб Церетели.                     

## Оценки памятника
Большинство деятелей искусства позитивно оценивают авторский замысел Зураба Церетели. Одним из главных достоинств считается отражение Рудольфа Нуриева в образе «летающего» («летящего») танцовщика. Также признаётся удачной смысловая символика ломающейся колонны. Например, казанский искусствовед Дина Хисамова высказалась в отношении памятника Рудольфу Нуриеву следующим образом: 

Скульптура — летящая, достигающая восприятия как эффекта полёта и вдохновения, поставленная автором на падающую, неустойчивую, расчленённую колонну с элементом капители ионического ордера (отсыл к классике), символизирующую такую же изломанную судьбу всемирно известного танцора, мастера балета.— Хисамова Д. Д.
Однако специалисты в области балета высказываются более критично, обращая внимание на недостатки скульптурной пластики с точки зрения реалистичности отображения анатомических особенностей танцовщика. Также подвергается критике как несоответствующая реальности трактовка скульптурного образа Рудольфа Нуриева как «летающего» («летящего») танцовщика.   

Памятник представляет собою застывшую позу танцовщика. Аллегория «летящий татарин», что несколько раз встретилась в публикациях, как опора для фантазии воспринимающего данное произведение искусства, здесь не очень уместна. Это не поза полёта, это поза «приземлившегося» на одно колено танцовщика, причём уверена, что хореографы с удивлением рассматривали положение рук (особенно кисти), ног и… удивлялись. Если памятник — дань реализму (черты лица вылеплены вполне портретно), то тогда нужно было бы долго изучать «анатомию хореографического воплощения», ведь каждый танцовщик является сам скульптором своего тела и тело для него инструмент самовыражения. Ваятель, который берётся за увековечение в бронзе, камне мгновения хореографического процесса, в данном случае вторичен, ибо главным автором всегда должен быть или был (сегодня повтор тех мгновений хранят видеозаписи), сам танцовщик. Иначе это подмена. В данном случае огромная предварительная подготовительная работа скульптора была просто необходима.— Яхонтова Е.

## Критика местоположения памятника
Заметная дискуссия развернулась вокруг места установки памятника Рудольфу Нуриеву. Ещё в 2012 году, когда вопрос о памятнике был поднят, наиболее вероятным местом для него называлась территория «за зданием оперного театра». В 2013 году директор Татарского театра оперы и балета имени Мусы Джалиля Рауфаль Мухаметзянов заявил, что для памятника Рудольфу Нуриеву наилучшим является место «в небольшом скверике за нашим театром. Там он был бы уместен».
В 2018 году в процессе подготовки к установке памятника развернулась дискуссия относительно целесообразности этого места. Предлагались различные альтернативные варианты — перед главным фасадом театра, либо непосредственно на площади Свободы (в том числе на месте памятника В. И. Ленину), и даже на улице Петербургской. Позже, уже после установки памятника, искусствовед Дина Хисамова предложила перенести его в Ленинский сад. 
Неприятие многими деятелями культуры и журналистами нынешнего местонахождения памятника Рудольфу Нуриеву обусловлено двумя основными причинами. Во-первых, место позади театра не считается статусным (это «задворки»), в то время как сам танцовщик некоторыми деятелями преподносится как «самый знаменитый татарин XX века», памятник которому достоин лучшего места. Во-вторых, с учётом гомосексуальной ориентации Рудольфа Нуриева положение скульптуры лицом к «заднему входу» в театр, а задом фигуры — по отношению к основной массе зрителей, движущейся вдоль улицы Дзержинского, стало поводом для появления множества шуток. 
Тем не менее на уровне властей вопрос переноса памятника Рудольфу Нуриеву в другое место не обсуждается.